# Square Up (迷你專輯)
《Square Up》是韓國女子音樂組合BLACKPINK的首張迷你專輯，是她們繼《As If It's Your Last》後，時隔一年的回歸。專輯由所屬經紀公司YG娛樂策劃並執行專輯的製作，交由Genie音樂發行，於2018年6月15日下午6時通過各大數位音樂網站公開線上音源，實體專輯則在6月8日至6月19日公開預售，並定於6月20日以兩種不同版本發售。該專輯共收錄四首歌曲，其中收錄的《Ddu-Du Ddu-Du》為主打歌，而包含主打曲在內，BLACKPINK從出道時便開始合作的音樂製作人泰迪參與了全專的詞曲創作。

## 背景及預告
繼2017年6月發表《As If It's Your Last》後時隔7個月，BLACKPINK將攜新作品回歸韓國樂壇的消息在2017年12月9日釋出，根據韓國媒體OSEN取材結果顯示，BLACKPINK與同經紀公司YG娛樂旗下男子組合iKON均正在以2018年1月回歸為目標進行新專輯製作中，與他們合作的海外編舞團隊也透露，兩個組合目前正在和國內外的工作人員進行積極的交流，為回歸整裝待發。對此，所屬社YG娛樂相關人士回應，表示BLACKPINK確實正在以明年1月發表專輯為目標準備中，但目前還無法告知具體的日期，之後將會通過官方公佈。而早前有粉絲於YG娛樂代表梁鉉錫的個人社群網站Instagram上留言詢問何時回歸，隨後梁鉉錫發佈了與該名粉絲的對話截圖，對話中僅以「她們正在錄製新曲」做出回應，對於確切的回歸時間未有進一步的說明。
儘管原定1月回歸受到推遲，但梁鉉錫在2018年1月26日於社群網站提到有關BLACKPINK回歸的事宜，發布了一篇名為「致等待BLACKPINK的無數粉絲們」的文章，在其中對於她們在2017年僅發表一首歌曲說道「在我看來也是不像話的事情」，因此他稱這次回歸不再是單曲，而是製作了收錄多首歌的迷你專輯，所以時間上有些延遲。隨後在3月21日及28日再度陸續釋出回歸消息，指出她們已完成新專輯錄音工作，並預計會在近期回歸韓國樂壇。
而後於2018年5月10日，根據多位歌壇相關人士紛紛透露，BLACKPINK在當日已經開始拍攝新曲音樂錄影帶，並表示這次她們挑戰了新的曲風，確切的回歸日期則在5月25日公開，所屬經紀公司透過YG LIFE網頁的「From YG」專區回答粉絲投稿的問題，其中一問為「BLACKPINK的新歌到底什麼時候才會發行？」梁玄錫回答：
作為YG娛樂唯一女團BLACKPINK的空白期真的是太長了一些，出道之後一直使用發行新單曲的形式讓粉絲們感到很可惜，不過我們預計將於6月15日發行BLACKPINK的首張迷你專輯。因為準備了很久所以一定會呈現出讓大家滿意的成果，BLACKPINK計畫從6月發行迷你專輯開始到年末都會持續發表新曲並且進行宣傳活動，敬請為她們的全力奔跑多多給予期待和支持。
正式宣布BLACKPINK將攜首張迷你專輯於6月15日回歸韓國樂壇，並陸續公開專輯名稱、曲目表與成員動態海報。

## 專輯概念
專輯名稱《Square Up》含有「比試」與「較量」之意，並以更加成熟的音樂和概念，傳遞著「勇敢面對」的訊息。所屬經紀公司YG娛樂表示，《Square Up》為BLACKPINK從出道時開始進行的「SQUARE」系列專輯，也是繼出道單曲《Square One》與第二張單曲《Square Two》的後續專輯。在出道至今於韓國僅推出數位單曲，而從未發行過實體專輯的BLACKPINIK，這次發行的迷你專輯《Square Up》是將過去的單曲封面概念集合起來再升級的音樂作品，也是展現BLACKPINK在一步步發展的音樂世界。
而專輯的封面、版本及配置細節，據YG娛樂發布的告示中，這張專輯會推出「Black」和「Pink」共兩款的發行版本，作為「Square」系列的延續，「Black」的版本封面中具有標誌性的正方體帶來視覺升級，不只是純粉色，而是變成了斑紋漸變粉色並帶上了如閃電般的條紋，「Pink」版本則是粉色的背景中正方體融合了Black和Pink兩種顏色，象徵著BLACKPINK不止一面的魅力，而兩款版本均分別收錄CD、寫真本、3D歌詞本、明信片一張、隨機封入一款小卡、隨機封入一款自拍小卡和1份初回限定雙面海報。而根據版本的不同，內容也有些許不一樣。

## 創作
專輯共五首（As If It's Your Last為隱藏曲目）歌曲由音樂製作人泰迪領軍Bekuh BOOM、Future Bounce、R.Tee、24、Choice37等製作人共同創作。
主打曲《Ddu-Du Ddu-Du》為典型的嘻哈音樂類別，歌曲名稱「Ddu-Du Ddu-Du」彷彿是BLACKPINK喊出的咒文，在強烈且歡快的節奏基礎上，配上東方打擊樂的節奏，並融入哨聲音效，隨著歌曲的展開音效也越加多元，展現BLACKPINK的風格。
《Forever Young》是一首慢波特節奏的舞曲，由泰迪填詞並與Future Bounce、R.Tee共同作曲。
第三首歌曲《Really》曲風以节奏布鲁斯風格為主軸，通過神秘的小調和弦與出乎預料的旋律組合，展現新形式的光環。打擊樂源之間夾著琴聲，音效組合獨特，歌曲既有大眾性，又兼具異國情調，BLACKPINK以其獨特感性和特有的語言表達了想確認愛情的女性心理。
具有BLACKPINK獨有魅力的反轉音樂的《See U Later》，將流行和嘻哈結合。開頭響起的似乎象徵回憶的吉他聲，傳遞著「原來你是那種男人，請離開」的訊息，以及Drop失真808貝斯使《See U Later》的含義更具份量。豐富的空間感、鮮明的鼓聲，以及每小節出現的反轉編曲，讓歌詞內容更有說服力，大旋律後面也融入了東方式伴奏與和弦形成的和聲。

## 宣傳

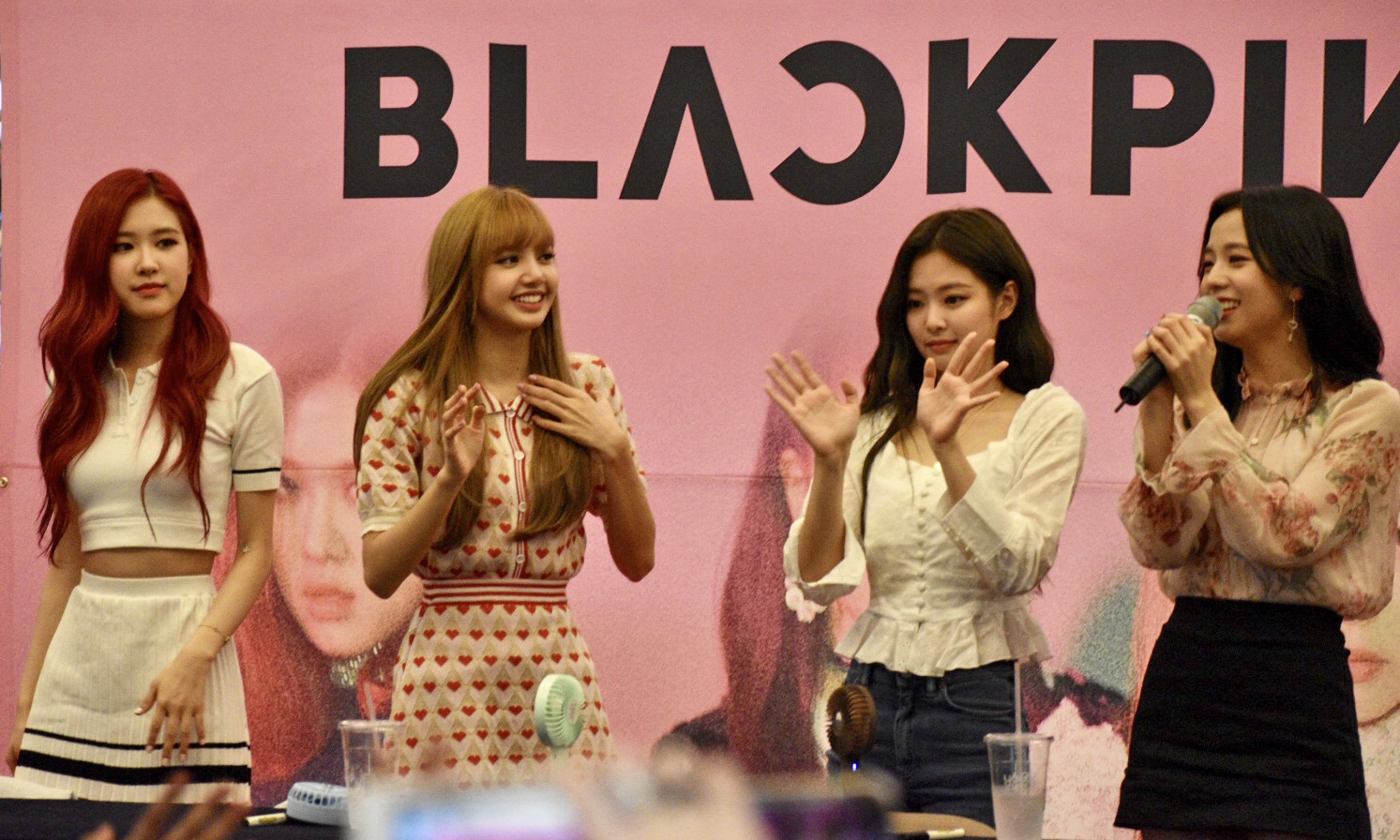
BLACKPINK在2018年6月24日於韓國京畿道城南市盆唐舉行《Square Up》簽名活動。

依照往常，在正式發表音樂作品前夕，BLACKPINK均會在Naver V Live進行回歸直播節目進行宣傳。其經紀公司在6月13日通過官方網站公開了名為「Square Up Countdown Live」的V Live預告海報，宣布將在6月15日公開全專線上音源的前1個小時，即6月15日晚間5時，BLACKPINK會透過V Live進行例行性的回歸直播，率先與歌迷進行交流。
另外，她們也在特定地點開設概念限時展售商店「BLACKPINK Area《Square Up》」，這是繼2017年發行《As If It's Your Last》後再次推行這種宣傳模式。快閃店在6月16日至6月24日期間置辦於首爾特別市麻浦區西橋洞，其地點也曾是BLACKPINK的首部真人秀節目《Blackpink House》的取景地。在這項活動中，遊客在概念快閃店入口領取印卡後，可以享受《Square Up》的專輯介紹、照片展覽、音樂錄影帶概念展覽、遊戲區和專輯概念影像拍照區，通過各階段的各種展覽和遊戲達成《Square Up》後獲得禮物。而歌迷亦可以將訪問快閃店在現場拍攝的認證照上傳至社群網站上，便可獲得限量版貼紙。除此以外，YG娛樂會從社群網站上挑選一張有打上主題標籤「#BLACKPINKAREA_SQUAREUP」、「#YGSELECT_PICTALK」的最佳照片，以贈送官方應援棒或簽名CD。
舞臺方面，其經紀公司在6月13日宣布了BLACKPINK的首場表演，以6月16日的文化廣播公司（MBC）旗下節目《Show! 音樂中心》作為在音樂節目的第一場回歸舞臺，正式展開《Square Up》的宣傳行程，最終以8月4日的MBC《Show! 音樂中心》和8月5日SBS《人氣歌謠》為這次的新專輯活動畫下句點。

## 商業成績
專輯發行後率先在海外傳出捷報，以北美東部時區6月16日凌晨2時5分為基準，BLACKPINK在6月15日下午6時公開的新專輯《Square Up》已在奧地利、保加利亞、加拿大、智利、丹麥、芬蘭、德國、希臘、日本、墨西哥、荷蘭、挪威、俄羅斯、西班牙、瑞典、土耳其、烏克蘭等全世界共44個國家及地區成功在同一個時段登上iTunes專輯排行榜第1名，這是韓國流行音樂歷史上女性歌手拿下最多國家榜單1位的紀錄，並分別在iTunes全球專輯榜及歐洲專輯榜均榮登冠軍，而截至7月7日《Square Up》已累積52個國家與地區的1位，共入榜95個國家與地區。歌曲音源方面，以主打歌《Ddu-Du Ddu-Du》獲得海外共20個國家與地區iTunes單曲榜冠軍、韓國國內線上音樂網站排行榜第一名，收錄曲也寫下名次成排的紀錄。
一星期後，據韓國統計銷量的網站Hanteo排行榜公開的首週銷售榜單，這張專輯在6月19日至6月25日一個星期間共售出102,001張，在Gaon音樂榜的專輯週榜則名列第一。
隨著榜單持續更新，BLACKPINK通過這張專輯陸續取得了多項成就。專輯發行後的第三週，《Square Up》以第40名的成績首次亮相於《告示牌》二百大專輯榜，豎立了韓國女子團體新的里程碑，成為在該榜取得最高排名的女團，而根據尼爾森音樂統計，它實現了總計相當於1萬4千份專輯等價單位，《Square Up》同時也佔據了《告示牌》世界專輯榜第1名。

## 曲目
| Square Up（主打曲以粗體顯示） | Square Up（主打曲以粗體顯示） | Square Up（主打曲以粗體顯示） | Square Up（主打曲以粗體顯示） | Square Up（主打曲以粗體顯示） | Square Up（主打曲以粗體顯示） |
| 曲序                          | 曲目                          |                               | 作曲                          | 编曲                          | 时长                          |
| ----------------------------- | ----------------------------- | ----------------------------- | ----------------------------- | ----------------------------- | ----------------------------- |
| 1.                            | Ddu-Du Ddu-Du（뚜두뚜두）     | 泰迪                          | 泰迪 24 R.Tee Bekuh BOOM      | 泰迪 24 R.Tee                 | 3:29                          |
| 2.                            | Forever Young                 | 泰迪,CL                       | 泰迪 Future Bounce            | 泰迪 Future Bounce R.Tee      | 3:57                          |
| 3.                            | Really                        | 泰迪 Danny Chung              | 泰迪 Choice37                 | Choice 37                     | 3:17                          |
| 4.                            | See U Later                   | 泰迪                          | 泰迪 R.Tee 24                 | R.Tee 24                      | 3:18                          |
| 总时长：                      | 总时长：                      | 总时长：                      | 总时长：                      | 总时长：                      | 14:03                         |

| 隱藏曲目（只限實體專輯） | 隱藏曲目（只限實體專輯）           | 隱藏曲目（只限實體專輯） | 隱藏曲目（只限實體專輯）      | 隱藏曲目（只限實體專輯） | 隱藏曲目（只限實體專輯） |
| 曲序                     | 曲目                               |                          | 作曲                          | 编曲                     | 时长                     |
| ------------------------ | ---------------------------------- | ------------------------ | ----------------------------- | ------------------------ | ------------------------ |
| 5.                       | As If It's Your Last（마지막처럼） | 泰迪 Brother Su Choice37 | 泰迪 Future Bounce Lydia Paek | Future Bounce 泰迪       | 3:31                     |
| 总时长：                 | 总时长：                           | 总时长：                 | 总时长：                      | 总时长：                 | 17:36                    |

## 榜單表現
| 榜單（2018年）                    | 峰值 |
| --------------------------------- | ---- |
| 澳大利亞單曲榜（ARIA）            | 61   |
| 奧地利（奧地利Ö3專輯榜）          | 26   |
| 加拿大專輯榜（《告示牌》）        | 21   |
| 法國專輯榜（SNEP）                | 125  |
| 匈牙利（MAHASZ專輯榜）            | 28   |
| 日本數位專輯榜（公信榜）          | 1    |
| 日本熱門專輯榜（日本告示牌）      | 8    |
| 日本下載專輯榜（日本告示牌）      | 2    |
| 韓國專輯榜（Gaon音乐榜）          | 1    |
| 瑞士（Schweizer Hitparade專輯榜） | 24   |
| 美國（《告示牌》）                | 40   |
| 美國獨立專輯榜（《告示牌》）      | 4    |
| 美國世界專輯榜（《告示牌》）      | 1    |

| 榜單（2018年）           | 峰值 |
| ------------------------ | ---- |
| 韓國專輯榜（Gaon音乐榜） | 2    |

| 榜單（2018年）                   | 峰值 |
| -------------------------------- | ---- |
| 日本下載專輯榜（日本《告示牌》） | 64   |
| 韓國專輯榜（Gaon音乐榜）         | 21   |
| 美國世界專輯榜（《告示牌》）     | 12   |

## 銷售與認證
| 地區                                                       | 认证 | 认证单位/销量 |
| ---------------------------------------------------------- | ---- | ------------- |
| 韓國（韓國音樂內容協會）                                   | 白金 | 250,000^      |
| *僅含認證的實際銷量 ^僅含認證的出貨量 ‡僅含認證的+實際銷量 |      |               |

## 發行歷史
| 發行地區 | 發行日期      | 發行形式     | 廠牌              |
| -------- | ------------- | ------------ | ----------------- |
|          | 2018年6月15日 | 數位音樂下載 | YG娛樂、Genie音樂 |
| 全球     | 2018年6月15日 | 數位音樂下載 | YG娛樂、Genie音樂 |
|          | 2018年6月20日 | CD           | YG娛樂、Genie音樂 |